# Hymne voor Aton

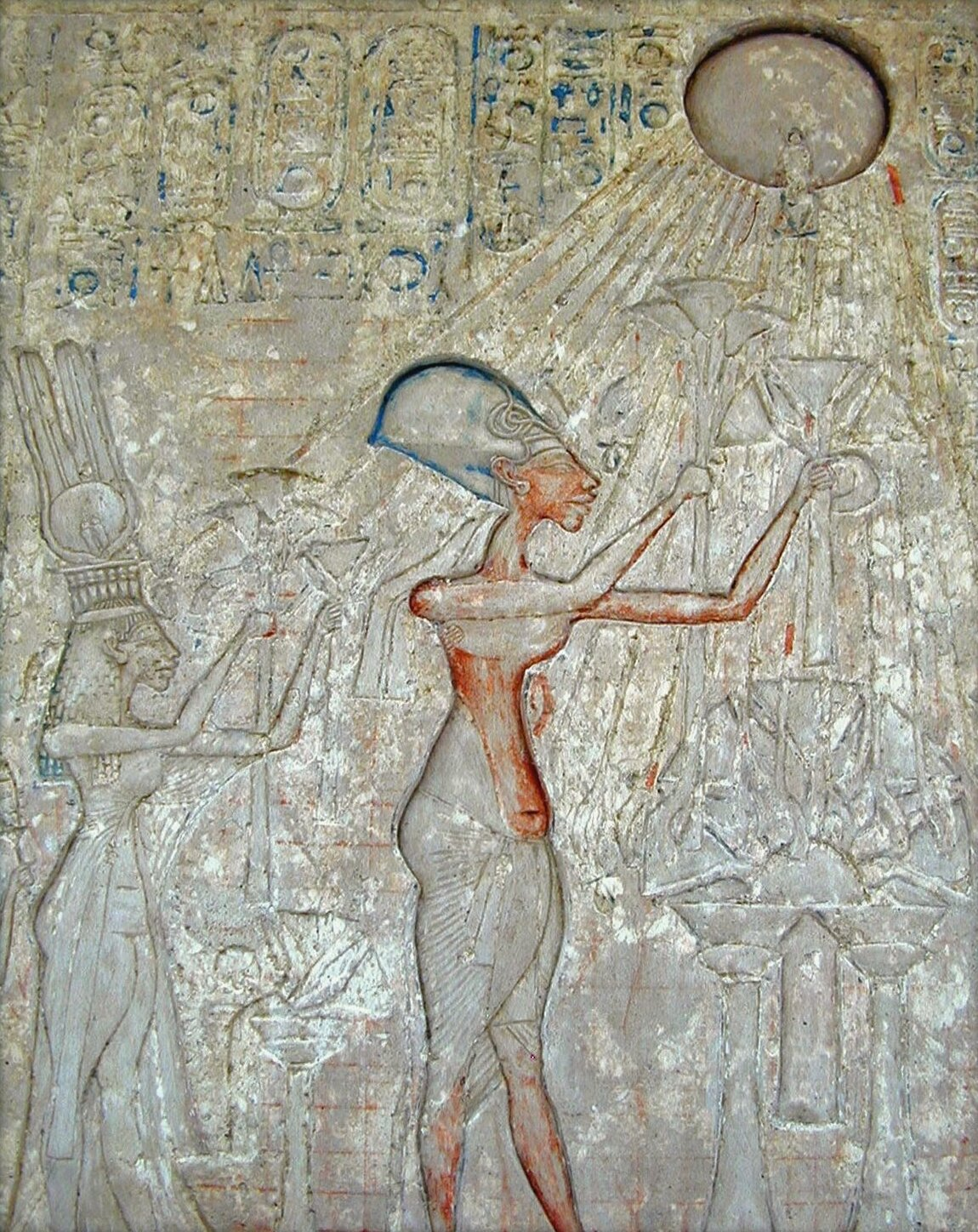
Farao Achnaton en zijn familie aanbidden Aton

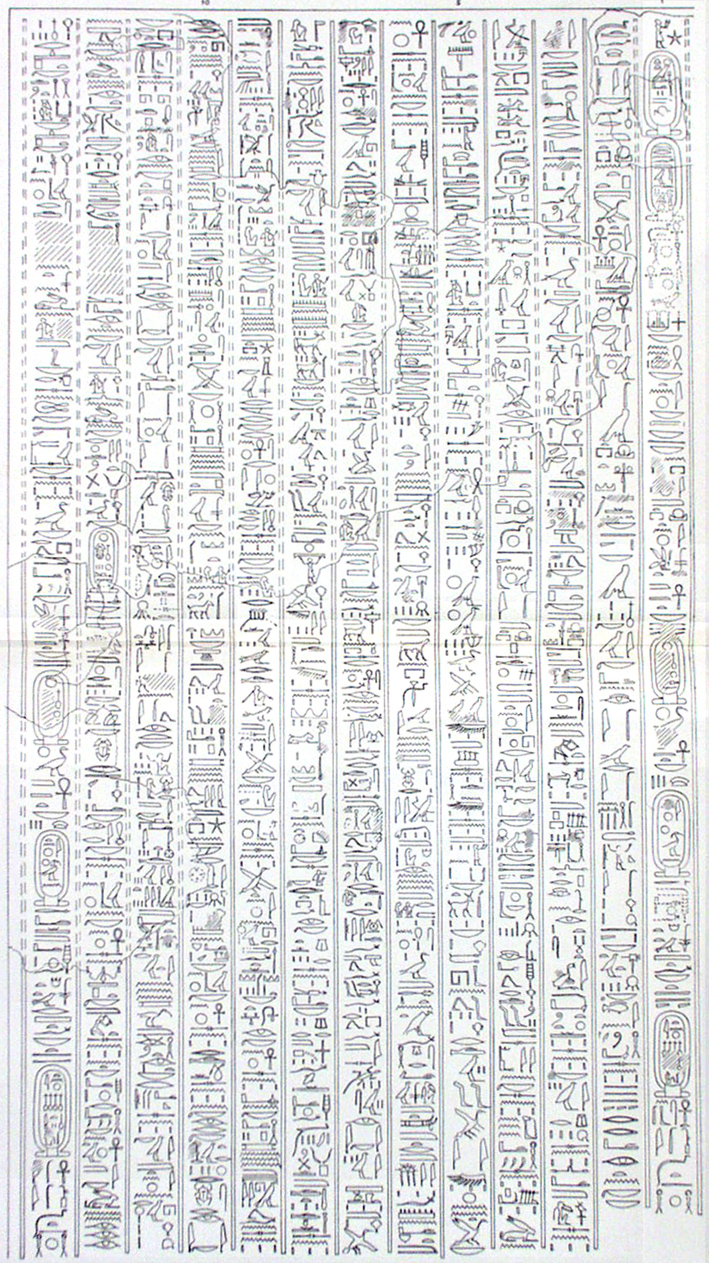
De hymne voor Aton

De hymne voor Aton is de tekst van een hymne uit de oud-Egyptische muziek die gevonden is in het graf van Ay (Amarna graf 25). De hymne is opgedragen aan farao Achnaton. Deze farao heette oorspronkelijk Amenhotep IV en liet zijn naam veranderen in Achnaton, "Hij die verplicht is aan de zonneschijf", een monotheïstisch perspectief. Vanwege de introductie van monotheïsme werd deze farao later verketterd.
De hymne vertoont een opvallende gelijkenis met Psalm 104. Volgens de hypothese van Sigmund Freud blijkt hieruit dat het monotheïsme in het jodendom werd geïntroduceerd vanuit het Oude Egypte, namelijk via Mozes. Mozes zou een Egyptenaar van geboorte zijn geweest en volgeling van Achnaton.

## De hymne
De tekst geeft een goed voorbeeld van de Atoncultus. In het lied wordt gesuggereerd dat zonnegod Aton de beste of zelfs de enige god is. Het toont een van de eerste vormen van monotheïsme binnen Egypte. De hymne heeft in totaal 17 zinnen:
Hoe groot zijn uw daden,
Niettemin verborgen van het zicht,
O Enige God naast wie er velen zijn!
U maakte de aarde zoals u dit wenste, u alleen,
Alle volkeren, kudden, en troepen;
Alles op aarde wat op benen lopen,
Alles op hoogte wat op vleugels vliegen,
Het land van Khor en Kush,
Het land van Egypte. 
U plaatst de elke mens op zijn plaats,
U levert hun behoeften;
Iedereen heeft zijn voedsel,
Zijn leven wordt geteld.
Hun tongen verschillen in toespraak,
Hun huiden zijn verschillend,
Voor u onderscheiden de mensen zich.

## Doorwerking
Bertus Aafjes heeft de hymne herdicht en gepubliceerd in zijn boek De blinde harpenaar - De liefde, het leven, het geloof en de dood in de poëzie der oude Egyptenaren (1955).
De opera Achnaten (1983) van de Amerikaanse minimalist Philip Glass bevat de volledige tekst van de hymne voor Aton. Daarnaast bevat de opera teksten uit een gedicht van Achnaton, delen uit het Egyptisch Dodenboek en de Amarna-brieven. Andere delen zijn in het Akkadisch en uit de Hebreeuwse Bijbel.